# Dryoathyrium dielsii
Dryoathyrium dielsii là một loài dương xỉ trong họ Athyriaceae. Loài này được C. Chr. Ching mô tả khoa học đầu tiên năm 1941.